# Décret de Bayonne
 (août 2023).
Si vous disposez d'ouvrages ou d'articles de référence ou si vous connaissez des sites web de qualité traitant du thème abordé ici, merci de compléter l'article en donnant les références utiles à sa vérifiabilité et en les liant à la section « Notes et références ».
Le décret de Bayonne du 20 juillet 1808 est une mesure prise par Napoléon Ier, dans le cadre de sa politique envers les Juifs, obligeant les citoyens juifs de France à avoir un nom de famille définitif et à le déclarer à la mairie,.

## Contenu du décret
Le décret impérial du 20 juillet 1808 impose aux Juifs de l'Empire de prendre un prénom et un nom de famille fixes. 
Les dispositions du décret sont les suivantes :
- tous les Juifs résidant dans l'Empire français doivent prendre un prénom et un nom de famille fixes et sont tenus de le déclarer en mairie dans un délai de trois mois. Les Juifs qui s'installent en France disposent de trois mois à compter de leur arrivée pour se conformer à cette obligation.
- les noms de famille choisis ne doivent pas être des noms de l'Ancien Testament ni être des noms de villes.
- les prénoms doivent être choisis parmi ceux du calendrier chrétien ou parmi ceux des personnages connus de l'Histoire Ancienne (Loi du 11 Germinal An XI)
- les Juifs qui ne se conforment pas à ces dispositions sont passibles d'expulsion du territoire.

## Contexte historique
Ce décret est l'une des nombreuses mesures prises par Napoléon Bonaparte visant à intégrer les Juifs dans la société française.

## Conséquences du décret
Les Juifs étaient accusés d'avoir des noms changeants à chaque génération, ce qui ne permettait pas de retrouver des gens et encore moins de fixer les liens de parentés à l'intérieur d'une même famille et entre descendants et ascendants. En plus, il était interdit de prendre des noms hébraïques en tant que patronymes, mais également comme prénoms. Cependant, on constatera que cette interdiction ne sera pas respectée. Les patronymes que les Juifs d'Europe occidentale portent de nos jours ont ainsi été pris de façon définitive en 1808. De nombreux pays d'Europe, au-delà de l'Empire, prendront la même décision par la suite.
Bien que les Juifs d'Alsace aient été plus spécialement visés, puisqu'ils représentaient la moitié de la population juive de France, il était faux de prétendre qu'ils n'avaient pas de noms de famille. Les Bloch, Dreyfuss, Kahn, Lévy, Weill, Lion, etc. avaient bien un nom de famille en usage depuis des siècles, mais comme en général ils étaient assimilés à des parias on ne les connaissaient que sous leur sobriquet ou leur prénom, si ce n'est sous le prénom du père associé à celui du fils ou inversement. Là, nos compatriotes chrétiens d'Alsace étaient encore aimables, car trop souvent on connaissait nos coreligionnaires sous leur prénom complété par "Judt ", par exemple der Judt Leibele (le juif Yehouda). En recherchant des actes notariés d'avant 1808, on retrouve dans les index des registres de notaires un prénom hébraïque complété par "Judt".
Or, en recherchant l'acte lui-même, on constate que la signature apposée en fin d'acte précise le prénom suivi du nom de famille, d'autant moins sujet à caution que cette signature est écrite en caractères latins, éventuellement en gothique. Lorsque le juif en question est moins lettré, sa signature est en caractères hébraïques où le patronyme apparaît entièrement et souvent suivi par le lieu d'habitation (mi...).

### En Alsace
Donc, en 1808, les Juifs d'Alsace feront enregistrer les patronymes qu'ils avaient depuis longtemps, et ceux dont le patronyme indiquait le lieu d'origine de leur ancêtre le plus lointain conserveront ce nom. Par exemple Worms ou Wormser. Dans d'autres cas, certains profiteront de l'occasion pour changer de nom de famille. Le plus connu est le cas de Wintzenheim (Haut-Rhin) où il y avait de très nombreux Lévy. Les détenteurs de ce nom se sépareront en Lévy pour une part, en Meyer ou en Epstein. 
Le mode de choix du nom est mal connu, mais il est toutefois surprenant de constater que des familles relativement dispersées géographiquement adopteront le même patronyme. Il faut donc croire qu'il y eut au préalable une concertation, mais on constate qu'il existait des Epstein en Europe de l'Est et que ceux-ci étaient aussi des Lévy. Hégenheim se distinguera aussi par des choix assez particulier pour cacher les origines lévites. On connaît aussi d'autres exemples de changement : des Lévy qui deviendront des Weill, rares cas de Weill ayant des origines lévites.
Dans le nord de l'Alsace, il se trouvera un employé d'état-civil qui se permettra d'affubler les juifs de la commune avec des noms et des prénoms à consonance italienne : Levino, Longini, Norphuro, Philanthropos, etc.
Dans le choix d'autres patronymes, ils prendront leur nom hébraïque transformé en allemand, exemple : Benyamin deviendra Wolff. Les Nephtali deviendront, selon le cas, Hirsch, Hirtz, Cerf, Zvi ou encore Zivy, avec toutes les autres variantes possibles. D'autres encore prendront leur profession comme patronyme, par exemple des chantres deviendront Singer (abréviation de Vorsinger), des sophers seront des Schreiber, des relieurs se transformeront en Binder, un marchand de rubans choisira de se faire appeler Bendelmann.